# Susan (stripfiguur)
Susan is een stripfiguur uit de stripreeks Piet Pienter en Bert Bibber gemaakt door de Belgische tekenaar en scenarist Pom.
Susan is de dochter van een Amerikaans miljonair. Ze heeft een jacht, de Rosemary. Dit jacht stelt haar en haar vrienden in staat om de hele wereld af te reizen. Overal heeft zij bezittingen die ze regelmatig gaat bezoeken: een haciënda in Zuid-Amerika (El Rancho Grande), oliebronnen in Arabië (Storm over Akhabakhadar), enz... Naarmate de reeks vordert wordt ze echter "normaler", tot ze op het laatst gewoon in hetzelfde huis woont met de hoofdfiguren. In het begin van de strip had ze krullen, maar later, - als ze bij Piet en Bert gaat wonen - heeft ze sluik haar in een paardenstaart. In tegenstelling tot de twee mannen wisselt ze veel vaker van kledij. Broeken draagt ze echter bijna nooit.
Susan is een sexy dame die er op staat steeds haar zin te krijgen. Ze heeft veel aanbidders, inclusief Bert Bibber. In sommige strips spreekt ze zelfs van een hele wachtrij mannen die zich met haar willen verloven. Als Piet en Bert op onderzoek gaan of de misdadigers in een val willen lokken, mag ze meestal niet mee omdat het niks voor meisjes is. Hoewel ze dan moet wachten, overheerst haar nieuwsgierig karakter haar geduld. Zij is ook zeer impulsief en daardoor sleept zij haar vrienden dikwijls mee in een gevaarlijk avontuur. Zij kent echter geen gevaar en door haar stoutmoedig optreden redt ze meestal de situatie.
Susan maakte haar opwachting in het verhaal De stalen zeemeermin. Dit verhaal werd echter nooit in albumvorm uitgegeven en werd herwerkt en later uitgegeven als Plakijzerpiraten. Toen Pom naar Gazet van Antwerpen overstapte begon hij aan een nieuwe reeks verhalen en maakte Susan haar intrede in In het spoor van Sherlock Holmes.
Susan's volledige naam is Susan Darling. Deze wordt alleen gebruikt in de Handelsblad-versie van El Rancho Grande.